# Kasper Helbin
Kasper Helbin (ur. 20 lutego 1995 w Prudniku) – polski łucznik i trener łucznictwa. Drużynowy mistrz Polski seniorów (2013), halowy wicemistrz Polski w mikście z łuku klasycznego (2014).

## Życiorys
Pochodzi ze sportowej rodziny. Jego matka, Joanna Helbin, była łuczniczką, uczestniczyła w Letnich Igrzyskach Olimpijskich w 1988, a ojciec był siatkarzem. Kasper zaczął trenować łucznictwo w Obuwniku Prudnik. W 2011 podczas wycinania z ojcem drzew na rodzinnej działce, o luźny rękaw Kaspra zahaczył łańcuch piły spalinowej i uderzył w jego rękę, uszkadzając mięśnie, tętnice i nerwy. Dzięki szybkiej interwencji służb medycznych udało się uratować jego życie. Po operacji odzyskał częściowo sprawność ręki. Pozostał brak czucia w trzech palcach i przedramieniu oraz ograniczona ruchomość w dwóch palcach i nadgarstku prawej ręki.
W 2013 zdobył drużynowo złoty medal Halowych Mistrzostw Polski Seniorów w łucznictwie. Podczas Mistrzostw Polski w 2015 zdobył 3 złote medale i 2 srebrne. Reprezentował Polskę jako junior na Mistrzostwach Świata Juniorów w 2013, Halowych Mistrzostwach Świata w 2014, Mistrzostwach Świata Juniorów w 2015 i jako senior na Halowych Mistrzostwach Świata w 2016. Podczas Grand Prix Kadry Narodowej w 2014 pobił rekord Polski juniorów na dystansie 2×70 metrów, zdobywając 666 punktów.
Absolwent Akademii Wychowania Fizycznego we Wrocławiu. Założył firmę trenerską i menadżerską w Prudniku. Został trenerem klubu UKS Luks. W 2023 został trenerem kadry narodowej osób z niepełnosprawnościami.